# КФ Флямуртари (Прищина)
„Флямуртари“ (на албански: Klubi Futbollistik Flamurtari Prishtina) е косовски футболен клуб от град Прищина, частично призната държава Косово. Играе в Супер лига на Косово, най-силната дивизия на Косово. Вторият по популярност клуб в столицата.

## История
Клубът е основан през 1958 год. Играе домакинските си срещи на стадион „Джемали Ибиши“ в Прищина с капацитет 5000 зрители.

## Успехи
- Супер лига
  -  Бронзов медал (3): 2001/02, 2004/05, 2005/06
- Купа на Косово:
  -  Носител (2): 1992/93, 1995/96
  -  Финалист (1): 2006/07
- Първа лига (2 дивизия)
  -  Шампион (1): 2016/17